# Molina (Vietri sul Mare)
Molina è una frazione del comune di Vietri sul Mare, in provincia di Salerno, al confine con il comune di Cava de' Tirreni. Il suo nome deriva dai mulini ad acqua, costruiti in epoca medioevale.

## Geografia fisica
Molina sorge in una vallata alle pendici dei monti Lattari, lungo il torrente Bonea, a ridosso della SS18. È situata a metà strada fra Cava de' Tirreni (a 4 km) e Vietri sul Mare (a 1 km), e da Salerno dista 8 km. Da Raito dista 5 km, e 6 da Dragonea, ed Albori.

## Storia

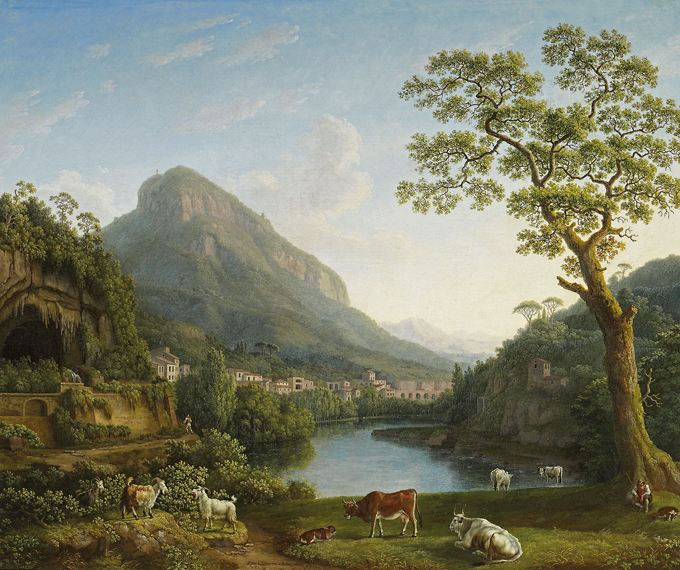
Molina nel 1804 (dipinto di Jacob Philipp Hackert)

Non esistono documentazioni certe circa il periodo storico in cui la piccola frazione ha avuto origine. La sua fondazione viene fatta risalire intorno agli anni 1050, quando San Leone I secondo abate della Badia di Cava vi fondò un piccolo monastero, tuttora esistente, ma adibito ad esigenze abitative. Forse, anche per queste ragioni, il paese un tempo apparteneva al comune di Cava de' Tirreni e solo successivamente subentrò a Vietri sul Mare.
Tuttavia, leggende e racconti popolari riallacciano la fondazione di Molina già 500 anni prima, quando un gruppo di abitanti dell'antica città di Marcina per scampare alle invasioni dei vandali, si nascosero nelle grandi grotte dei monti Metelliani, vicino alle sorgenti del Bonea. Da quel piccolo nucleo di persone, che dividevano tutto per sopravvivere, sorse quindi l'odierno paese. Tale tesi, è, inoltre, avvalorata da un antico documento della Badia di Cava, il Codex diplomaticus Cavensis, in quanto richiama il nome di Molina nel 984, ossia più di cinquant'anni prima della fondazione del monastero di San Leone I.

La valle del Bonea con mulini, ed in fondo il distrutto Ponte del Diavolo (foto anonima della seconda metà dell'800)

Un tempo Molina era un villaggio rinomato per la produzione di ceramiche, la cui industria si intensificò a partire dal XIX secolo.
Tra il 9 e il 23 settembre 1943, durante la Seconda guerra mondiale, il piccolo villaggio fu teatro dell'Sbarco a Salerno operata dagli Alleati; infatti Molina costituiva un passo, superato il quale le truppe poterono entrare agevolmente nell'Agro Nocerino Sarnese.

### L'alluvione di Salerno del 25 ottobre 1954
Il 25 ottobre 1954 Molina fu coinvolta nella tragica alluvione che colpì Cava de' Tirreni, Vietri sul Mare, Salerno, Maiori, Minori e Tramonti. La pioggia insistente, che iniziò a cadere intorno alle ore 17:00, si tramutò ben presto in un uragano e nel giro di 24 ore caddero più di 500 mm di pioggia, devastando tutta la zona. Molina venne spazzata via da una grossa frana discesa dal pendio della montagna soprastante, da poco disboscata. Le vittime (tra Cava e Vietri, compresa Molina) furono 137. I danni causati dal disastro ed i suoi momenti drammatici sono ancora vivi nel ricordo della popolazione sopravvissuta ad esso, fra tutti i monumenti citiamo in particolare la distruzione della parrocchia plurisecolare dedicata alla Madonna della Neve e l'antico ponte dell'acquedotto, chiamato - secondo un'antica leggenda popolare - "Ponte del Diavolo".
Alcuni anni dopo l'alluvione a Molina iniziò la ricostruzione, ed il paese tornò a popolarsi.